# Энрике Арагонский (герцог Вильена)
Инфант Энрике Арагонский (исп. Enrique de Trastámara; 1400, Медина-дель-Кампо — 15 июня 1445, Калатаюд) — испанский аристократ, 1-й герцог де Вильена (1420—1445), 4-й граф де Альбуркерке (1435—1445), граф де Ампурьяс (1436—1445), великий магистр Ордена Сантьяго (1409—1445).

## Детство
Представитель династии Трастамара. Третий сын короля Фердинанда I Арагонского (1380—1416) и Элеоноры д’Альбуркерке, 3-й графини де Альбуркерке (1374—1435). Его старшие братья — король Арагона Альфонсо V и король Наварры Хуан II. С детства Энрике воспитывался при дворе своего дяди и короля Кастилии, Энрике III. Энрике Арагонский владел поместьями в Кастилии и участвовал в заседаниях королевского совета.
В 1409 году скончался великий магистр Ордена Сантьяго Лоренсо Суарес де Фигероа (1387—1409). Инфант Энрике Арагонский, несмотря на то, что ему было только девять лет, был избран новым великим магистром Ордена Сантьяго. После смерти своей тетки, королевы Екатерины Ланкастерской (1373—1418), жены короля Кастилии Энрике III, Энрике стремился добиться большего влияния на своего кузена, нового короля Кастилии Хуана II, и получить власть в королевстве.

## Первый брак
В ноябре 1420 года в замке Талавера-де-ла-Рейна инфант Энрике Арагонский женился на своей двоюродной сестре, инфанте Екатерине Кастильской (1403—1439), старшей сестре короля Хуана II. Этот брак был частью соглашения, по условиям которого король Арагона Альфонсо V (старший брат Энрике), женился на Марии Кастильской (1401—1458), старшей сестре Екатерины, а инфанта Мария Арагонская (1396—1445), сестра Энрике, была выдана замуж за короля Кастилии Хуана II. Брак Энрике с сестрой короля Кастилии еще больше возвысил его позиции при дворе. Хуан II стал считать инфанта Энрике опасным и начал искать поддержки у коннетабля Кастилии Альваро де Луна.

## Борьба за власть
В 1418 году после смерти королевы-матери Екатерины Ланкастерской братья-инфанты Энрике и Хуан Арагонские стали регентами королевства Кастилия. Но 7 марта 1419 года король Кастилии Хуан II был объявлен совершеннолетним и взял бразды правления в свои руки
14 июля 1420 года Энрике Арагонский с помощью некоторых кастильских дворян осадил и захватил замок Тордесильяс, в котором проживал король Хуан II, утверждая, что сам король был похищен Альваро де Луной и требуя от короля капитуляции. Через несколько дней Энрике лишился поддержки дворян и вынужден был сам сдаться. Инфант Энрике Арагонский был арестован, обвинен в государственной измене и заключен в замок Мора. Благодаря стараниям своего старшего брата Альфонсо V Энрике был освобожден из тюрьмы и вынужден был покинуть Кастилию.
После того, как Альваро де Луна в 1427 году попал в королевскую опалу, инфант Энрике Арагонский вернул себе часть прежней власти. Он и его супруга вернулись в Кастилию, где он стал претендовать на наследство жены. Энрике получил во владение герцогство Виллена и остальную часть её приданого. В 1429 году его братья, король Арагона Альфонсо V и король Наварры Хуан II, объявили войну Кастилии в поддержу герцога де Виллена. При посредничестве Марии Арагонской, жены короля Кастилии Хуана II, начатые военные действия были прекращены. Энрике Арагонский вновь вынужден был покинуть Кастилию и отправился в Неаполитанское королевство. В это время в Италии король Арагона Альфонсо V вел борьбу за корону Неаполя. Энрике помогал Альфонсо V, был заключен вместе с братьями Альфонсо и Хуаном в тюрьму в августе 1435 года. В январе 1436 года братья были вновь освобождены благодаря усилиям их сестры, королевы Кастилии.
В 1435 году после смерти своей матери, Элеоноры д’Альбуркерке, 3-й графини де Альбуркерке, инфант Энрике Арагонский унаследовал графство Альбуркерке. В 1436 году Энрике получил от своего старшего брата, короля Арагона и Неаполя Альфонсо V, графство Ампурьяс, в награду за потерянные владения в Кастилии. Новый граф Альбуркерке в последний раз вернулся в Кастилию в 1438 году во время дворянского восстания против власти короля Хуана II.

## Второй брак
В октябре 1439 года Екатерина Кастильская, первая жена Энрике Арагонского, скончалась после выкидыша. Их брак был бездетным, король Кастилии Хуан II конфисковал у Энрике герцогство Вильена, которое было пожаловано во владение Екатерине. Вскоре после смерти жены овдовевший инфант вторично женился на Беатрисе де Пиментель, дочери Родриго Алонсо де Пиментеля, 2-го графа де Бенавенте (ум. 1440). У супругов был один сын:
- Энрике де Арагон и Пиментель (25 июля 1445 — 2 июля 1522), 1-й герцог Сегорбе

В 1445 году инфант Энрике Арагонский принял участие в войне своего старшего брата, короля Наварры Хуана II, против Кастилии. По одной из версий, король Наварры планировал захватить южную часть королевства Кастилия и провозгласить Энрике своим королем. 19 мая 1445 года в первой битве при Ольмедо король Кастилии Хуан II одержал победу над арагонской армией. В этом сражении инфант Энрике Арагонский был смертельно ранен. Он скончался от инфекции 15 июня 1445 года в Калатаюде.